# Десятуховське сільське поселення
Десятуховське сільське поселення (рос. Десятуховское сельское поселение) — адміністративно-територіальна одиниця у Стародубському районі Брянської області. Розташоване у східній частині району. Адміністративний центр — село Десятуха.
Муніципальне утворення Десятуховське сільське поселення утворене у 2005 році шляхом перетворення колишньої Краснооктябрської сільської ради у ході адміністративно-територіальної реформи у Російській Федерації.

## Населені пункти
До складу сільського поселення входять населені пункти:
- поселення Десятуха
- село Алефін
- дєрєвня Басихін
- поселення Бродок
- поселення Васильєвка
- поселення Вербовка
- поселення Водотище
- поселення Ворчани
- поселення Гудковський
- поселення Гуслі
- поселення Дубрава
- село Єрьомін
- поселення Заболоття
- поселення Кирпічики
- дєрєвня Коробовщина
- поселення Кудрявцев
- село Левєнка
- поселення Луканичі
- село Мереновка
- дєрєвня Невструєво
- поселення Озерище
- село Пантусов
- село Печеники
- село Пролетарськ
- поселення Раздольє
- село Степок
- дєрєвня Тютюри
- дєрєвня Човпня

Раніше до складу сільського поселення також входили поселення Красний Октябрь і Осиновка, поки ці населені пункти не були зняті з облікових даних у 2011 році.